# Walter Möbus
Walter Möbus (* 5. Oktober 1947 in Schwebendorf, heute Dahme/Mark) ist ein deutscher Politiker (DDR-CDU bis 1990, CDU).

## Leben
Möbus besuchte die Oberschule in Annaburg und machte das Abitur an der Volkshochschule. Nach einer Lehre zum Werkzeugmacher studierte er an der TU Dresden und wurde Diplom-Ingenieur für Fertigungsprozessgestaltung. Danach promovierte er zum Dr. ing. Möbus war zunächst wissenschaftlicher Assistent an der TU Dresden, danach Sachgebietsleiter im VEB Kombinat für Elektroinstallation in Sondershausen und im VEB Keramische Werke in Hermsdorf. 
Möbus trat 1967 der Ost-CDU bei. Von 1988 bis 1990 war er hauptamtliches Mitglied des Rates des Kreises Sondershausen für örtliche Versorgungswirtschaft, danach war er Referatsleiter für Technologie und wirtschaftsnahe Infrastruktur im Thüringer Ministerium für Wirtschaft, Arbeit und Infrastruktur.
Er war von 1990 an Kreisvorsitzender der CDU in Sondershausen. Zuvor kandidierte er auf dem Sonderparteitag der Ost-CDU im Dezember 1989 in Berlin für den Untersuchungsausschuss dieser auf Erneuerung gerichteten Partei und wurde eines der sieben Mitglieder unter dem Ausschussvorsitzenden sowie Juristen Siegfried Schulze.
1990 wurde er zuerst in die Volkskammer und nach der Wiedervereinigung in den Thüringer Landtag gewählt, dem er bis 1994 angehörte. Heute lebt er als Altersrentner in Erfurt.

## Familie
Walter Möbus ist mit Renate Möbus verheiratet, das Paar hat insgesamt sechs Kinder. Zwei seiner Söhne sind der wegen des Mordes an Sandro Beyer verurteilte Neonazi und NSBM-Musiker Hendrik Möbus sowie dessen politisch wie musikalisch ebenso ausgerichteter Bruder Ronald Möbus.